# Mosquée de Finsbury Park
Pour les articles homonymes, voir Finsbury (homonymie).
La mosquée de Finsbury Park, en anglais Finsbury Park Mosque ou North London Central Mosque, est une mosquée de Londres, au Royaume-Uni.
La mosquée a attiré l'attention nationale lorsqu'Abou Hamza al-Masri, un prédicateur radical, est devenu son imam en 1997. En 2003, la mosquée a été fermée par ses administrateurs à la suite d'une descente de police antiterroriste, et rouverte en 2005 sous une nouvelle direction.

## Un lieu de culte menacé et victime de terrorisme islamophobe
Dans la nuit du 18 au 19 juin 2017, pendant la célébration du mois de Ramadan, le lieu de culte est victime d'une attaque terroriste islamophobe à voiture-bélier,. L'assassin était « devenu obsédé par les musulmans » et « a prévu et conduit cette attaque en raison de sa haine des musulmans », d'après la sentence du tribunal qui le condamne à l'emprisonnement à perpétuité pour cette attaque terroriste islamophobe,.